# Hnojník
Hnojník (polnisch Gnojnik, deutsch Hnojnik bzw. Hnoinik, Gnoynik) ist eine Gemeinde in Tschechien. Sie liegt neun Kilometer südwestlich von Český Těšín und gehört zum Okres Frýdek-Místek.

## Geographie
Hnojník befindet sich rechtsseitig der Stonávka im Beskidenvorland. Durch die Gemeinde führt die Staatsstraße 68 sowie die Bahnstrecke Český Těšín–Frýdek-Místek. Östlich führt die Schnellstraße R 48/E 462 vorbei.
Nachbarorte sind Třanovice, Hůrka und Běrnoutí im Norden, Vělopolí im Nordosten, Střítež im Osten, Smilovice im Südosten, Poruby und Komorní Lhotka im Süden, Hlíniky, Dobratice, Lesní Dvůr und Poloniny im Südwesten, Vyrubané und Horní Tošanovice im Westen sowie Fifejdy und Mušalec im Nordwesten.

## Geschichte
Hnojník entstand wahrscheinlich zum Ende des 12. Jahrhunderts als slawische Ansiedlung. Die erste schriftliche Erwähnung des Dorfes erfolgte 1305 im Zehntregister des Bistums Breslau.
Ab 1445 war die freie Herrschaft Hnojník Sitz des Adelsgeschlechtes der Stašek von Hnojník. Im Jahre 1483 erwarben die Herzöge von Teschen die Herrschaft, die sie zu Beginn des 16. Jahrhunderts an die Pelhřim von Třankovice (Pelchrzim von Trzankowitz) veräußerten. Nach ihnen folgten die Tluck von Toschonowitz und die Marklowsky von Žebrák als Besitzer. 1736 erwarb das Geschlecht Bees-Chrostin die Herrschaft Hnojnik. Zu dieser Zeit gehörten zu den Hnojniker Güter auch die an der Ropičanka und Olsa gelegenen Dörfer Rakovec, Nebory, Dolní Lištná und Lyžbice einschließlich eines Anteils von Smilovice. Die Grafen Bees-Chrostin erweiterten ihren Besitz beständig. Bis zum Beginn des 19. Jahrhunderts wurde noch Horní Tošanovice, Ráj, Darkov, Louky nad Olší und Konská an die Herrschaft angeschlossen.
Nach der Aufhebung der Patrimonialherrschaften bildete Hnojnik ab 1850 eine Gemeinde im Bezirk Teschen. Die 1888 eingeweihte Bahn von Teschen nach Friedeck schloss das Dorf an das Eisenbahnnetz an. Nach dem Zerfall der k.u.k Monarchie und dem Verlust ihrer Ämter im Teschener Bezirk verlegte die Familie Bees-Chrostin ihren Sitz von Hnojnik nach Wien. Das Schloss Hnojnik diente fortan nur noch als Sommersitz. Ab 1920 gehörte der Ort zum Bezirk Český Těšín. 1938 kam Gnojnik als Teil des Olsagebiets zu Polen. 1930 übernachtete Tomáš Garrigue Masaryk bei seinem früheren Kommilitonen Johann Nepomuk Beess-Chrostin auf Schloss Hnojnik. Von 1939 bis 1945 gehörte Hnoinik zum Landkreis Teschen und kam nach Kriegsende zur Tschechoslowakei zurück. 1945 wurden die Güter der Grafen Bees-Chrostin durch den Okresní národní výbor Český Těšín (ONV, deutsch Bezirksnationalausschuss) beschlagnahmt. Nach der Auflösung des Okres Český Těšín wurde die Gemeinde 1961 dem Okres Frýdek-Místek zugeordnet. Im Schloss war bis 1966 u. a. der Ortsnationalausschuss (MNV) und ein Staatsforstbetrieb untergebracht. Danach erfolgte der Verkauf an das Staatsgut Hnojník als Sitz und Wohnsitz der Betriebsleitung. Der Saal im ersten Geschoss wurde für Hochzeiten genutzt. Im Jahre 1980 wurde die Großgemeinde Hnojník gebildet, in die sämtliche umliegende Orte eingemeindet wurden. Nach der Samtenen Revolution lösten sich die Dörfer wieder los und bildeten eigene Gemeinden. In Ropice lebt eine polnische Minderheit, der knapp 9 % der Einwohner angehören (2001).

## Gemeindegliederung
Für die Gemeinde Hnojník sind keine Ortsteile ausgewiesen. Zu Ropice gehören die Ansiedlungen Kozačinec und Rakovec.

## Sehenswürdigkeiten

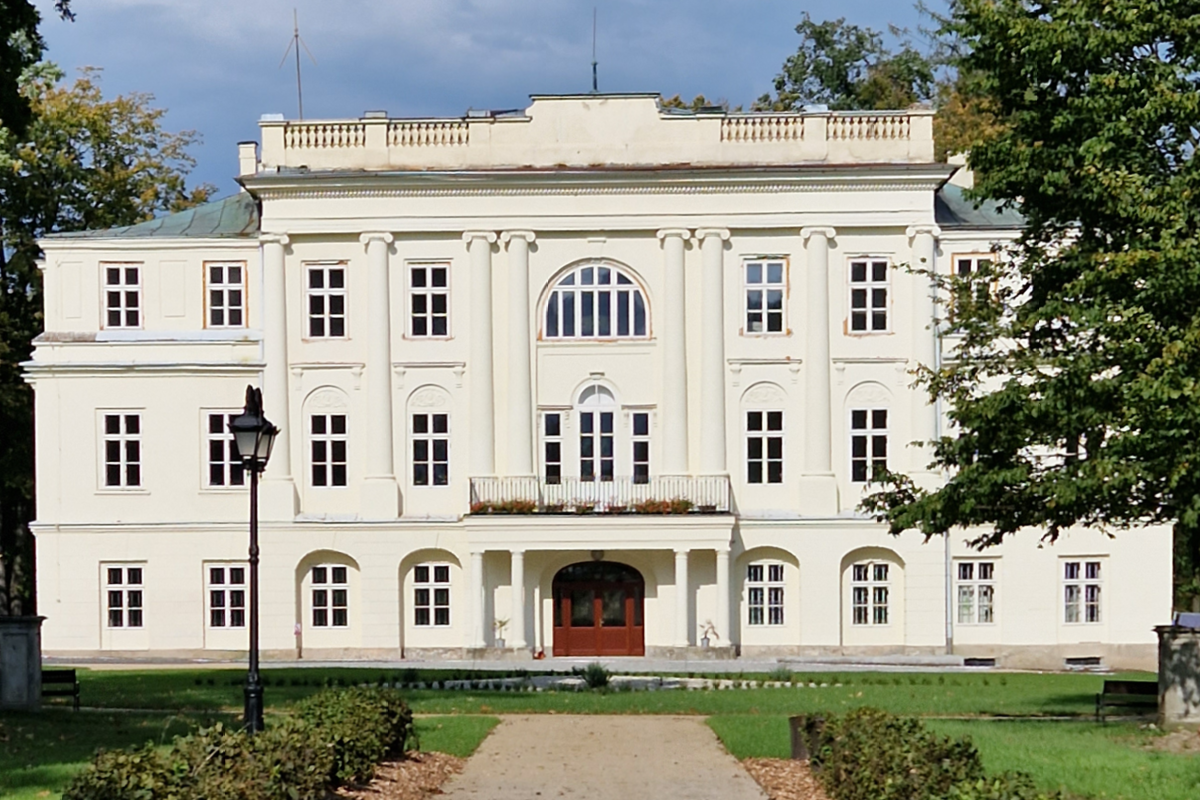
Schloss Hnojník

- Schloss Hnojník, erbaut im 18. Jahrhundert von Joseph Kornhäusel als Barockschloss, um 1850 erfolgte der Umbau im Empirestil. Ab 2019 wurde das Schlossgebäude schrittweise mit privaten und öffentlichen Mitteln instand gesetzt. Im Herbst 2024 wurde ein Café eröffnet und der Park ist wieder für die Öffentlichkeit zugänglich.
- Familiengrabstätte des Geschlechts Beess-Chrostin im Empirestil
- Pfarrkirche Mariä Himmelfahrt, erbaut 1808–1812 von Florian Ilg
- Statue des hl. Johannes von Nepomuk

## Söhne und Töchter der Gemeinde
- Adam Makowicz (* 1940), polnischer Jazz-Pianist